# Titularbistum Pomaria
Pomaria ist ein ehemaliges Bistum der römisch-katholischen Kirche und heute ein Titularbistum. Der Name geht zurück auf die Stadt Pomaria in der römischen Provinz Mauretania Caesariensis im Norden von Algerien.
| Titularbischöfe von Pomaria |                                                                    |                                                                                             |                   |                   |
| Nr.                         | Name                                                               | Amt                                                                                         | von               | bis               |
| 1                           | Achille Grassi                                                     | Apostolischer Administrator von Bologna (Kirchenstaat)                                      | 9. August 1521    | 22. November 1523 |
| 2                           | Denis O’Donaghue                                                   | Weihbischof in Indianapolis (USA)                                                           | 13. Februar 1900  | 7. Februar 1910   |
| 3                           | Domenico Mannaioli                                                 | Altbischof von Titularbistum Montefiascone (Königreich Italien)                             | 6. August 1910    | 26. Dezember 1931 |
| 4                           | Paul Louis Marie Audren MEP (vor der Bischofsweihe zurückgetreten) | Apostolischer Koadjutorvikar von Yünnanfu (Republik China)                                  | 26. April 1932    | 2. Mai 1932       |
| 5                           | Hubert Joseph Paulissen SMA                                        | Apostolischer Vikar von Kumasi (Goldküste)                                                  | 29. November 1932 | 18. April 1950    |
| 6                           | Dragutin Nežic                                                     | Apostolischer Administrator von Poreč-Pula (Sozialistische Föderative Republik Jugoslawien) | 21. Mai 1950      | 15. Juni 1960     |
| 7                           | Louis Joseph Jean Marie Fortier                                    | Weihbischof in Sainte-Anne-de-la-Pocatière (Kanada)                                         | 15. Dezember 1966 | 11. Dezember 1970 |
| 8                           | Antonio Pildáin y Zapiáin                                          | Weihbischof auf den Kanarischen Inseln (Spanien)                                            | 4. Februar 1765   | 20. Mai 1776      |
| 9                           | Joseph Leopold Imesch                                              | Weihbischof in Detroit (USA)                                                                | 8. Februar 1973   | 30. Juni 1979     |
| 10                          | William Benedict Friend                                            | Weihbischof in Alexandria-Shreveport (USA)                                                  | 31. August 1979   | 17. November 1982 |
| 11                          | Julio Amílcar Bethancourt Fioravanti                               | Weihbischof in Guatemala (Guatemala)                                                        | 3. Dezember 1982  | 4. April 1984     |
| 12                          | Alejandro Labaca Ugarte OFMCap                                     | Apostolischer Vikar von Aguarico (Ecuador)                                                  | 2. Juli 1984      | 2. Juli 1987      |
| 13                          | Edward Białogłowski                                                | Weihbischof in Przemyśl Weihbischof in Rzeszów (Volksrepublik Polen/Republik Polen)         | 28. November 1987 |                   |